# Савинский сельский совет (Полтавская область)
Савинский сельский совет (укр. Савинська сільська рада) — входит в состав
Оржицкого района
Полтавской области
Украины.
Административный центр сельского совета находится в 
с. Савинцы.

## Населённые пункты совета
- с. Савинцы
- с. Грабов